# Кондово
Ко́ндово (болг. Кондово) — село в Хасковській області Болгарії. Входить до складу общини Івайловград.

## Населення
За даними перепису населення 2011 року у селі проживали 122 особи.
Національний склад населення села:
| Національність   | Кількість осіб | Відсоток |
| ---------------- | -------------- | -------- |
| болгари          | 24             | 19,7%    |
| турки            | 4              | 3,3%     |
| цигани           | 0              | 0%       |
| інша             | 0              | 0%       |
| не визначились   | 94             | 77,0%    |
| Всього відповіли | 122            |          |

Розподіл населення за віком у 2011 році:
Динаміка населення: